# 北川尚美
北川 尚美（きたかわ なおみ、1966年8月 - ）は、日本の化学工学者。東北大学大学院工学研究科教授、日本学術会議会員。文部科学大臣賞受賞。

## 人物・経歴
埼玉県生まれ。1985年埼玉県立川越女子高等学校卒業。1989年東北大学工学部化学工学科卒業。1994年東北大学大学院工学研究科化学工学専攻博士後期課程修了、博士（工学）、東北大学反応化学研究所助手。1996年東北大学工学部助手。2002年東北大学大学院工学研究科准教授。2004年岩手県環境影響評価技術審査会委員。2005年宮城県環境影響評価技術審査会委員。2006年コーネル大学工学部化学工学科研究員。2011年日本学術会議連携会員。2012年仙台市環境審議会委員。2013年経済産業省産業構造審議会製造産業分科会バイオ小委員会専門委員。2016年男女共同参画学協会連絡会委員長。2017年東北大学大学院工学研究科大学院教授。2018年ファイトケム・プロダクツ株式会社を設立し、同社取締役最高技術責任者（CTO）に就任。2020年日本学術会議会員。専門は反応工学、生物化学工学、移動現象論。

## 受賞
グリーン・サステイナブル ケミストリー賞文部科学大臣賞、化学工学会賞研究賞、文部科学大臣表彰科学技術賞（研究部門）他。

## 著書
- 『持続可能な社会への道 : 環境科学から目指すゴール』（大政謙次, 阿尻雅文, 青野光子, 日本学術協力財団と共編）日本学術協力財団 2020年